# 教会のしるし
教会のしるし（きょうかいのしるし、ラテン語: Notae ecclesiae、英: Marks of the Church）とは、宗教改革において主張された、本当のキリスト教会であるところのしるしである。
ローマ教皇を教会の頭（かしら）とするカトリック教会の使徒継承の主張に対し、プロテスタントは教会のしるしを主張したのである。マルティン・ルターは、神のみことばが聞かれる所に神の教会が存在するのであり、イエス・キリストが降誕された厩（うまや）においても教会が存在したという。ウェストミンスター信仰告白は、教会のしるしを失った教会が「サタンの会堂になるほどに堕落した」と指摘している。
教会のしるしとは、聖書のみことばの解き明かし、洗礼（バプテスマ）と聖餐の2礼典、戒規の三つである。これは、スコットランド信条において明白に告白されている。また、ベルギー信条（オランダ信条）も、「真の教会のしるし」を告白している。
| 「 | 真の教会のしるしは、次の標識によって見分けることができる。福音の純粋な説教、イエス・キリストが制定された礼典の執行、誤りを矯正するための教会戒規の執行。つまりは、純粋な神のみことばに治められ、これに反するすべてのものを退け、イエス・キリストのみが教会のかしらであるところの教会である。これらのしるしによって、真の教会であると認め、保証することができる。 | 」 |

ジャン・カルヴァンは、世俗と教会の司法権を区別し、世俗の行政から教会の戒規を分離した。戒規は教会の純潔を守り、キリスト者を保護し、異端者や罪人を悔い改めに導くためにある。